# Alois Brunner
Alois Brunner (Rohrbrunn, 8 aprile 1912 – Damasco, 2001 o 2010) è stato un militare e criminale di guerra austriaco.

## Biografia

### I primi anni e gli atti criminali
Brunner si iscrisse al Partito Nazionalsocialista Tedesco dei Lavoratori nel 1931, a Fürstenfeld, all'età di 19 anni. Qui conobbe degli uomini che sarebbero successivamente divenuti alcuni dei più importanti colpevoli dello sterminio degli ebrei europei. Brunner fu assistente di Adolf Eichmann, il quale lo definì il suo uomo migliore.
Secondo quanto riporta Nina Schroeder nel suo libro Le donne che sconfissero Hitler, a pag 262, "nel novembre 1942 si trasferì da Vienna a Berlino". Nella capitale tedesca diresse la caserma Hermann Goering. Era preceduto dalla sua fama: infatti era soprannominato "il Macellaio di Vienna". Come comandante del campo di internamento di Drancy dal giugno 1943 all'agosto 1944, Alois Brunner fu responsabile dello sterminio nelle camere a gas di oltre 140.000 ebrei.

### La fuga e le prime condanne
Finita la guerra, Brunner si trovava in Slovacchia; da qui riuscì a spostarsi in Germania, nascondendosi tra i profughi tedeschi. In Germania trovò impiego come camionista con la falsa identità di Alois Schmaldienst.
Nel 1954, in Francia, venne condannato due volte a morte in contumacia per crimini contro l'umanità. Nello stesso anno, fuggì a Roma con un passaporto falso della Croce Rossa; da qui, dopo una tappa in Egitto, si trasferì, con il nome Georg Fischer, a Damasco, in Siria, dove ottenne protezione da parte del regime siriano di Hafez el-Assad. In Siria ottenne, inoltre, un impiego come insegnante di tecniche di tortura dei dissidenti presso i servizi segreti del regime.

### Gli attentati, il tentativo di estradizione e l'ultima condanna
Nel 1961 subì un primo attentato da parte dei servizi segreti francesi, che gli recapitarono una lettera bomba al suo indirizzo di Damasco in via Georges Haddad con l'intento di ucciderlo, poiché accusato della vendita di armi al Fronte di Liberazione Nazionale algerino (che lottava per l'indipendenza dalla Francia). Nell'attentato, Brunner perse un occhio ma non morì. Un secondo attentato ai danni di Brunner, sempre previa lettera bomba, venne compiuto, nel 1980, da parte del Mossad (i servizi segreti israeliani). Anche in questo caso Brunner sopravvisse, subendo però la perdita di quattro dita della mano destra.
Verso la fine degli anni '80, la Germania dell'Est mise in atto dei negoziati con il governo siriano di Hafez el-Assad al fine di ottenere l'estradizione e l'arresto di Brunner a Berlino. Secondo un documento della Stasi, la Siria sarebbe stata in procinto di estradare Brunner verso la Germania dell'Est: il documento risaliva al 1988. Un altro documento, facente capo all'allora Ministro degli Esteri della Germania dell'Est Oskar Fischer e risalente all'aprile del 1989, invitava a procedere con i preparativi per il processo penale a carico di Brunner nel caso in cui questi fosse stato estradato verso la Repubblica Democratica Tedesca. Nonostante, come i suddetti documenti testimoniano, i negoziati fossero in procinto di andare a buon fine, a seguito della caduta del muro di Berlino nel novembre del 1989, le trattative per l'estradizione s'interruppero e Brunner rimase in Siria.
Infine, nel 2001, sempre in Francia, venne condannato in contumacia all'ergastolo con una specifica accusa che non gli era mai stata rivolta prima: l'arresto e la deportazione su treni bestiame verso i campi di sterminio di Auschwitz e di Bergen-Belsen di 345 orfani della zona di Parigi, la cui età andava dai 15 giorni ai 18 anni e, dei quali, solo 61 si salvarono.

### Gli ultimi anni e la morte
Secondo la rivista trimestrale francese Revue XXI, che ha intervistato tre ex membri dei servizi segreti siriani, Brunner durante la trattativa con la Germania dell'Est, divenne potenziale merce di scambio e venne confinato per "motivi di sicurezza" e praticamente messo agli arresti nello scantinato di un condominio nel quartiere diplomatico di Damasco, dal quale non usci più. Una delle sue guardie ha detto che Brunner, che si faceva chiamare Abu Hussein, "ha sofferto e pianto molto nei suoi ultimi anni, tutti lo hanno sentito".
L'uomo, identificato solo come Omar, ha detto che "non riusciva nemmeno a lavarsi". Tutto quello che aveva da mangiare erano "razioni militari - roba terribile - e un uovo o una patata. Doveva scegliere l'una o l'altra". Ha quindi affermato che Brunner è stato sepolto segretamente secondo i riti musulmani nel cimitero della città di Al-Affif nel dicembre 2001.
L'intervista di XXI venne ritenuta attendibile dal Simon Wiesenthal Center, che precedentemente all'intervista lo riteneva deceduto nel 2010 in Siria. Brunner sarebbe stato quindi sempre protetto in Siria fino a quando il regime non decise di sbarazzarsi di lui. Secondo il Guardian sarebbe stato il nazista più ricercato allora ancora in vita. Altre fonti del governo siriano affermano invece che Brunner morì nel 1992. Nel 2014 fu confermata la sua morte in Siria.